# Listă de teorii conspirative
Aceasta este o listă de teorii conspirative:

## Noua Ordine Mondială
- Sistemul federal de rezerve al Statelor Unite ale Americii

## Operațiunile cu steag fals
Operațiunile cu steag fals sunt operațiunile secrete conduse de guverne, corporații sau alte organizații, care sunt concepute pentru a apărea că sunt efectuate de către alte entități. Numeroase teorii conspirative s-au dezvoltat sugerând că operațiunile cu drapel fals au fost efectuate pe parcursul secolului 20, precum și secretul despre natura reală a evenimentelor a fost menținut cu succes prin operațiuni de mușamalizare.

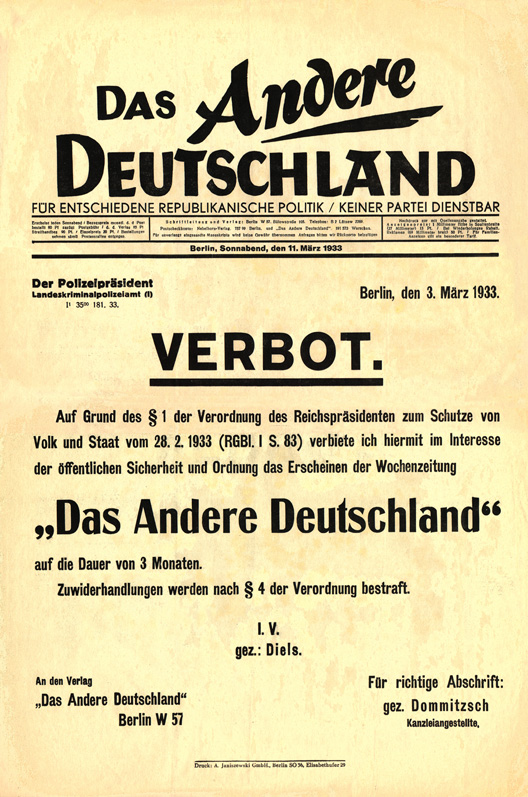

- Scufundarea vasului RMS Lusitania (1915) - a dus la intrarea Statelor Unite în primul război mondial
- Incendierea Reichstag-ului (1933) - a dus la proclamarea luptei Germaniei împotriva terorismului comunist prin proclamarea Verordnung des Reichspräsidenten zum Schutz von Volk und Staat, decret care a anulat unele drepturi civile cheie ale cetățenilor germani
- Operațiunea Gladio
- Incidentul cu nava USS Liberty (1967)
- Zborul 103 Pan Am (1988)
- Bombele din apartamentele rusești
- Bombele din Oklahoma City (1995)
- Masacrul din Port Arthur (Australia) (1996)
- Zborul 800 TWA (1996)
- Teoriile conspirației atentatelor din 11 septembrie 2001  - Atentatele din 11 septembrie 2001 au dus la proclamarea luptei Statelor Unite împotriva terorismului (musulman) și anularea unor drepturi civile cheie ale cetățenilor (înregistrarea convorbirilor telefonice de exemplu)
- Controverse asupra atentatului cu bombă de la Madrid (2004)
- Controverse asupra atentatului cu bombă de la Londra (2005)

## Asasinate
- Suprimarea de tehnologii
- Dezvoltarea tehnologiei armelor
- Testări de arme
- Supraveghere în masă, spionaj și agențiile de informații

## Media
- Tranziția la televiziunea digitală

## Medicina
- Legalizarea drogurilor
- Chimicale
- Dietă
- Creația bolilor și Creația dezastrelor
- Fluorizarea apei
- Medicina tradițională, Medicina naturalăși Medicina alternativă
- Infirmeria obstetrico-ginecologică
- Teoria conspirației privind SIDA

## Etnieșirase
- Conspirația internațională anti-armeană
- Dominația evreilor asupra lumii
  - Protocoalele înțelepților Sionului
  - Guvernul sionist de ocupație
- Relațiile arabo-israeliene
- "Babilon" și opresiunea rasistă
- Eurabia[1]
- Axa arabo-fascistă
- La Reconquista (Mexic)[2]
- Activități paranormale
- Extratereștrii malefici
- Extratereștrii

## Religia
- Profeții apocaliptice
- Teoria conspirației despre Biblie

Teoria conspirației despre Biblie afirmă că mult din ceea ce se cunoaște despre Biblie, în special în Noul Testament, este o înșelătorie. Aceste teorii diferite susțin că Iisus a avut într-adevăr o soție, Maria Magdalena, și copii; că un grup, cum ar fi Prioria din Sion are informații secrete cu privire la urmașii lui Isus; că Isus nu a murit pe cruce și că datarea cu carbon a Giulgiului din Torino a fost parte dintr-o conspirație a Vaticanului pentru a suprima aceste cunoștințe; că a existat o mișcare secretă de a cenzura cărți care au aparținut cu adevărat Bibliei. O altă teorie este mitul lui Hristos, prezentată de exemplu, în documentarul Zeitgeist, unde se afirmă că totul a fost un mijloc de controlul social pus la cale de către Imperiul Roman. Acest lucru este descris și în cartea Codul lui Da Vinci. 
- Catolicismul ca o continuare mascată a păgânismului babilonian
- Candelabrul Templului din Ierusalim în pivnițele Vaticanului

## Tehnologieși arme

### Suprimarea tehnologiei
- Conspirația becurilor incandescente

## Grupuri reale asociate cu teorii ale conspirației
Existența în trecut sau în prezent a acestor grupuri nu este contestată, dar au fost propuse o serie de teorii cu privire la scenarii și/sau agende ascunse, informații care ar fi păzite constant față de publicul larg. Există o dispută pentru a stabili care dintre aceste teorii sunt adevărate.
- Grupul Bilderberg[3]
- Bohemian Grove[4]
- Francmasonerie[5]
- Illuminati — Considerat ca un grup secret care încearcă să controleze lumea.[6]
- Evreii
- Le Cercle[7]
- Opus Dei
- Institutul Tavistock privind relațiile umane
- Skull and Bones— Această frăție de la Universitatea Yale de multe ori este văzută ca fiind o societate secretă care „produce” lideri financiari și politici care dețin controlul sau încearcă să obțină controlul (global).[8]
- Comisia Trilaterală[9]
- BP în special în ceea ce privește deversarea de petrol din Golful Mexic[10][11]
- SUPO
- Mafia

### Presupuse grupuri asociate cu teorii ale conspirației
Aceste grupuri sunt adesea puse în discuție în teoria conspirației, cu toate acestea existența lor reală este contestată:
- Cavalerii Templieri

### Planul
- Planul (Washington, DC): Despre orașele din SUA care sunt controlate de către majorități afro-americane, există o teorie a conspirației care susține că albii complotează pentru a recâștiga controlul și să preia aceste orașe.